# Villa Nieuw Stadwijk
Nieuw Stadwijk is een villa aan de Wagenweg in de Noord-Hollandse stad Haarlem. Het werd in 1894 gebouwd en in 1907 uitgebreid. Het gebouw is een voorbeeld van de combinatie van neorenaissance-stijl met een chaletstijl-geveltop.